# Angelo Antônio
Ângelo Antônio Guerra Póvoa, mais conhecido como Ângelo Antônio, (Sant'Ana do Livramento, 16 de junho de 1939 - Rio de Janeiro, 23 de setembro de 1983) foi um ator, lutador de judô, letrista e cantor brasileiro. Atuou em novelas como Cinderela 77 e O Primeiro Amor. No cinema, fez três filmes ao lado dos Trapalhões na década de 70 intepretando sempre o bandido ou algum personagem encrenqueiro. Fez vários filmes na década de 70, especialmante as pornochanchadas. A estréia do ator no cinema foi em 1966, ano em que atuou em quatro filmes: Essa Gatinha é Minha, 007 1/2 no Carnaval, Na Onda do Iê-Iê-Iêe Nudista à Força.
Em 1969, Ângelo Antônio atuou nos filmes: A Um Pulo da Morte, e A Penúltima Donzela.
Os filmes Pais Quadrados... Filhos Avançados e Um Uísque Antes, Um Cigarro Depois, também tiveram sua participação.
Em 1971, Ângelo Antônio participou dos filmes O Doce Esporte do Sexo, Bonga, o Vagabundo com Renato Aragão, Como Ganhar na Loteria sem Perder a Esportivae Lua-de-Mel e Amendoim.
Em seguida, fez os filmes Ali Babá e os Quarenta Ladrões (1972), Um Virgem na Praça (1973), Banana Mecânica (1974), Ainda Agarro Essa Vizinha (1974), Uma Mulata Para Todos (1975), Costinha e o King Mong (1977), A Árvore dos Sexos (1977), As Aventuras de Robinson Crusoé (1978), Bonitas e Gostosas (1979), Nos Tempos da Vaselina (1979) e Um Marciano em Minha Cama (1981).
Ângelo Antônio participou da novela Cinderela 77 da TV Tupi, onde interpretou pela segunda vez, em novelas, um personagem motoqueiro. A primeira vez foi na novela O Primeiro Amor (1972), do mesmo autor, Walter Negrão.
Na novela O Primeiro Amor, Ângelo Antônio interpretou Mobi Dick, seu personagem mais conhecido do grande público. Mobi Dick fazia parte da Turma do Rafa, uma gangue de bad boys que andava de motocicletas pela cidade causando confusões. Os personagens eram vividos por Marcos Paulo (Rafa), Sérgio Mansur (Rica) e o cantor João Luiz Wildner (João).
O personagem Moby Dick é equivocadamente atribuído a outro ator com o mesmo nome: Ângelo Antônio, ex-marido de Letícia Sabatella que viveu o personagemBeija-Flor na novela O Dono do Mundo e Francisco no filme 2 Filhos de Francisco. Em 1972, quando foi exibida a novela O Primeiro Amor, Ângelo Antônio tinha apenas 8 anos de idade e não poderia ter interpretado o motoqueiro Mobi Dick.
Em 1973, Ângelo Antônio lançou pelo selo Continental, um LP, depois de ter gravado algumas músicas na Gravadora CID. Ângelo Antôniodisputava uma faixa do mercado jovem e descompromissada, oferecendo composições com títulos em inglês:Becky Come Back,Mary Help, ou faixas já conhecidas, como Garota do Pasquim.
Ângelo Antônio fez parte do grupo musical Turma da Pesada.
Compôs, em parceria com Carlos Imperial, a música Pior Pra Ela.
Ângelo Antônio faleceu aos 44 anos de idade, devido a complicações decorrentes da Leucemia. Era casado com Yara Carvalho Fonseca e deixou um filho.
Discografia 
• (1978) VIII Concurso de Músicas para o Carnaval - Participação - • RCA Victor • LP
• (1975) Samba - Participação - • Continental • LP
• (1975) Ovelha Negra - Participação - • Teletema/Continental • LP
• (1973) Amor amor/Ô Le-lê, Ô La-lá/Quem for Flamengo levanta o dedo/Ana Legal • Continental •Compacto Duplo
• (1972) Namoradinha/Um conto e um canudo • CID • Compacto simples
• (1972) Ângelo Antônio • Continental • LP
Tambem Gravou Ovo de Cordono C.s.

## Filmografia

### Televisão
- 1972 - O Primeiro Amor .... Moby Dick
- 1977 - Cinderela 77 .... Papão
- 1978-1981 - Os Trapalhões .... vários personagens

### Cinema
- 1966 - Na Onda do Iê-iê-iê
- 1966 - 007 1/2 no Carnaval
- 1966 - Essa gatinha é minha
- 1966 - Nudista à força
- 1969 - A Um Pulo da Morte
- 1969 - A Penúltima Donzela
- 1970 - Um Uísque antes, um Cigarro depois
- 1970 - Bonga, o Vagabundo[1]
- 1971 - O Doce Esporte do Sexo
- 1971 - Como Ganhar na Loteria sem Perder a Esportiva
- 1971 - Lua de Mel e Amendoim
- 1972 - Ali Babá e os Quarenta Ladrões (1972)
- 1973 - Um Virgem na Praça
- 1974 - Ainda Agarro Essa Vizinha
- 1974 - Banana Mecânica
- 1974 - Uma Mulata para Todos
- 1977 - Costinha e o King Mong
- 1977 - A Árvore dos Sexos
- 1978 - As Aventuras de Robinson Crusoé
- 1979 - Pais Quadrados....Filhos Avançados
- 1979 - Bonitas & Gostosas
- 1979 - Nos Tempos da Vaselina
- 1981 - Um Marciano em Minha Cama